# سرگی ووزویکوف
سرگی ووزویکوف (به انگلیسی: Sergei Vozovikov) فضانورد اهل اتحاد شوروی است که در ۱۷ آوریل ۱۹۵۸ در آلماآتی زاده شد.